# 12946 Portegieszwart
12946 Portegieszwart eller 1290 T-1 är en asteroid i huvudbältet som upptäcktes den 25 mars 1971 av den nederländsk-amerikanske astronomen Tom Gehrels och det nederländska astronomparet Ingrid van Houten-Groeneveld och Cornelis Johannes van Houten vid Palomarobservatoriet. Den är uppkallad efter Simon Portegies Zwart.
Den tillhör asteroidgruppen Vesta.